# Facundo Bosch
Facundo Bosch (n. 8 de agosto de 1991 en Necochea, Argentina) es un jugador argentino de rugby que juega en la posición de hooker y es integrante de Aviron Bayonnais francés.
Ha integrado el seleccionado de Mar del Plata, el seleccionado B argentino Argentina XV,anteriormente llamado "Jaguares", (2014); y el Pampas XV con el que salió campeón de la Pacific Challenge (2015). En 2016, fue convocado por los Pumas para formar parte del Rugby Championship.
Bosch se mudó a Francia para incorporarse al Agen para la temporada 2017/18.